# Tärna socken, Uppland
Tärna socken i Uppland ingick i Simtuna härad, ingår sedan 1971 i Sala kommun i Västmanlands län och motsvarar från 2016 Tärna distrikt.
Socknens areal är 56,54 kvadratkilometer, varav 56,52 land. År 2000 fanns här 329 invånare. Orten Tärnaby samt kyrkbyn Tärna kyrkby med sockenkyrkan Tärna kyrka ligger i socknen. 

## Administrativ historik
Tärna socken omtalas i skriftliga handlingar första gången 1314 ('De Ternum').
Vid kommunreformen 1862 övergick socknens ansvar för de kyrkliga frågorna till Tärna församling och för de borgerliga frågorna till Tärna landskommun. Landskommunens utökades 1952 och uppgick sedan 1971 i Sala kommun.  1 januari 2025 uppgick församlingen i Kumla, Tärna och Kila församling.
1 januari 2016 inrättades distriktet Tärna, med samma omfattning som församlingen hade 1999/2000.  
Socknen har tillhört län, fögderier, tingslag och domsagor enligt vad som beskrivs i artikeln Simtuna härad.  De indelta soldaterna tillhörde Västmanlands regemente, Väsby kompani.

## Geografi
Tärna socken ligger sydost om Sala med Sagån i väster. Socknen är en småkuperad slättbygd.
Tärna socken saknar större orter och domineras av bondgårdar samt mindre byar. Inom Tärna socken ligger bland annat följande byar eller gårdar (från söder): Forsbo, Sonnebo,Gränsbo, Brunnsbo, Sör- och Norr Hovberga, Löt, Tärna kyrkby, Vigelshus, Tärnaby, Tingvastbo, Fastparbo, Skarbolandet, Solbo samt, längst i nordost, Patringbo.

## Geografisk avgränsning
Tärna socken avgränsas i väster helt av Sagån, som utgör landskapsgränsen mellan Västmanland och Uppland. I norr gränsar socknen till Norrby socken. Dess nordligaste punkt ligger i en markerad kil cirka 2 kilometer norr om gården Patringbo och i området mellan Varmsätra (i Norrby socken) och Heby. Socknen har en cirka 1,5 kilometer lång gräns mot Västerlövsta socken (Heby kommun, Uppsala län. I öster avgränsas Tärna socken av Altuna socken och i söder av Simtuna socken, båda sistnämnda i Enköpings kommun, Uppsala län och stift.
I sydväst gränsar socknen till Sevalla socken i Västerås kommun och i väster avgränsas Tärna av Kumla socken. Båda nyss nämnda socknar ligger väster om Sagån och följaktligen i landskapet Västmanland.

## Fornlämningar
Inom Tärna socken har man funnit ett mindre gravfält, troligen från vikingatiden, liksom en fornborg, belägen i skogen halvannan kilometer öster om Tärna kyrka.

## Namnet
Namnet (1344 Terna) kommer från kyrkbyn och innehåller tärn, 'tjärn' syftande på en nu försvunnen tjärn vid kyrkan.